# Vũ Thị Hương
Vũ Thị Hương (Lam Vỹ, 7 ottobre 1986) è un'ex velocista vietnamita.
È detentrice di alcuni record nazionali e vincitrice di numerose manifestazioni regionali e continentali. Hương (in vietnamita ci si riferisce alle persone usando il prenome) ha anche rappresentato lo stato del Sud-est asiatico in occasione dei Giochi olimpici di Pechino 2008.

## Record nazionali
- 100 metri piani: 11"33 ( Amman, 26 luglio 2007)
- 200 metri ostacoli: 23"27 ( Danang, 29 dicembre 2010)
- 60 metri piani (indoor): 7"24 ( Hanoi, 31 ottobre 2009)

## Palmarès
| Anno | Manifestazione              | Sede              | Evento      | Risultato        | Prestazione | Note             |
| ---- | --------------------------- | ----------------- | ----------- | ---------------- | ----------- | ---------------- |
| 2003 | Mondiali                    | Saint-Denis       | 200 m piani | Batteria         | 24"63       |                  |
| 2003 | Giochi del Sud-est asiatico | Hanoi             | 100 m piani | Bronzo           | 11"59       |                  |
| 2003 | Giochi del Sud-est asiatico | Hanoi             | 200 m piani | 4ª               | 23"74       |                  |
| 2005 | Giochi del Sud-est asiatico | Manila            | 100 m piani | Oro              | 11"49       |                  |
| 2005 | Giochi del Sud-est asiatico | Manila            | 200 m piani | Argento          | 23"86       |                  |
| 2006 | Giochi asiatici             | Doha              | 100 m piani | 4ª               | 11"59       |                  |
| 2006 | Giochi asiatici             | Doha              | 200 m piani | Finale           | dns         |                  |
| 2007 | Campionati asiatici         | Amman             | 100 m piani | Argento          | 11"33       | Record nazionale |
| 2007 | Campionati asiatici         | Amman             | 200 m piani | Bronzo           | 23"30       |                  |
| 2007 | Giochi del Sud-est asiatico | Nakhon Ratchasima | 100 m piani | Oro              | 11"47       |                  |
| 2007 | Giochi del Sud-est asiatico | Nakhon Ratchasima | 200 m piani | Oro              | 23"47       |                  |
| 2008 | Giochi olimpici             | Pechino           | 100 m piani | Quarti di finale | 11"70       |                  |
| 2009 | Campionati asiatici         | Hanoi             | 60 m piani  | Oro              | 7"24        | Record nazionale |
| 2009 | Campionati asiatici         | Hanoi             | 60 m hs     | 6ª               | 8"49        |                  |
| 2009 | Campionati asiatici         | Canton            | 100 m piani | Argento          | 11"50       |                  |
| 2009 | Campionati asiatici         | Canton            | 200 m piani | Argento          | 23"61       |                  |
| 2009 | Campionati asiatici         | Canton            | 4×100 m     | 4ª               | 45"55       |                  |
| 2009 | Giochi del Sud-est asiatico | Vientiane         | 100 m piani | Oro              | 11"34       |                  |
| 2009 | Giochi del Sud-est asiatico | Vientiane         | 200 m piani | Oro              | 23"31       | Record nazionale |
| 2010 | Giochi asiatici             | Canton            | 100 m piani | Bronzo           | 11"43       |                  |
| 2010 | Giochi asiatici             | Canton            | 200 m piani | Argento          | 23"74       |                  |
| 2010 | Giochi asiatici             | Canton            | 4×100 m     | 4ª               | 44"77       |                  |
| 2011 | Giochi del Sud-est asiatico | Palembang         | 100 m piani | Bronzo           | 11"73       |                  |
| 2011 | Giochi del Sud-est asiatico | Palembang         | 200 m piani | Bronzo           | 24"06       |                  |
| 2013 | Giochi del Sud-est asiatico | Naypyidaw         | 100 m piani | Oro              | 11"59       |                  |
| 2013 | Giochi del Sud-est asiatico | Naypyidaw         | 200 m piani | Oro              | 23"55       |                  |
| 2014 | Giochi asiatici             | Incheon           | 100 m piani | 5ª               | 11"68       |                  |
| 2014 | Giochi asiatici             | Incheon           | 200 m piani | 8ª               | 23"77       |                  |

## Altre competizioni internazionali
2014
- Oro agli ASEAN University Games ( Palembang), 100 m piani - 11"61
- Oro agli ASEAN University Games ( Palembang), 200 m piani - 23"84
- Oro agli ASEAN University Games ( Palembang), staffetta 4×100 m - 45"74